# Robert Moses
Robert Moses (18 desembre de 1888 a New Haven (Connecticut) - 29 juliol de 1981) és un urbanista  americà, artesà de la renovació de Nova York entre 1930 i 1970. El seu pare fou un comerciant reputat i agent immobiliari.
Fa els seus estudis a la Universitat Yale i passa algun temps a Europa.
La seva obra principal és la modernització de New York. Fins i tot no havent estat mai escollit al consell municipal de la ciutat, es beneficia d'una gran influència dels anys 1930 als anys 1960.

## Els seus començaments
Entra a l'ajuntament de New York gràcies a Al Smith, i comença per crear el Jones Beach State Park.
Després aprofita les subvencions permeses pel New Deal per a finançar la seva campanya de modernització de New York per posar els seus plànols a l'obra.
Posa en marxa la segregació "invisible" construint un pont cap a Long Island (New York), no deixant passar els busos (utilitzats pels Negres) sinó només els cotxes dels Blancs.